# Чудовище Франкенштейна
Чудовище Франкенштейна (англ. Frankenstein's monster; Создание Франкенштейна, монстр Франкенштейна, также ошибочно называется просто «Франкенштейном») — одно из главных действующих лиц романа Мэри Шелли «Франкенштейн, или Современный Прометей» (1818), а также персонаж множества книжных, драматических и кинематографических адаптаций его сюжета.

## Происхождение персонажа
В романе Виктор Франкенштейн хочет создать живое существо из неживой материи. В результате у него получается существо, вид которого самого Франкенштейна повергает в ужас:

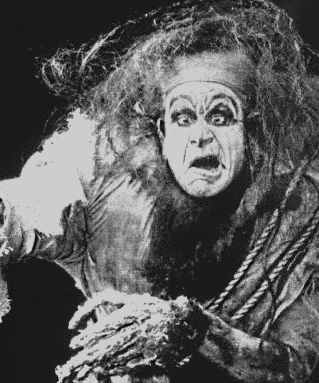
Чарльз Огл в роли Чудовища Франкенштейна в фильме 1910 года

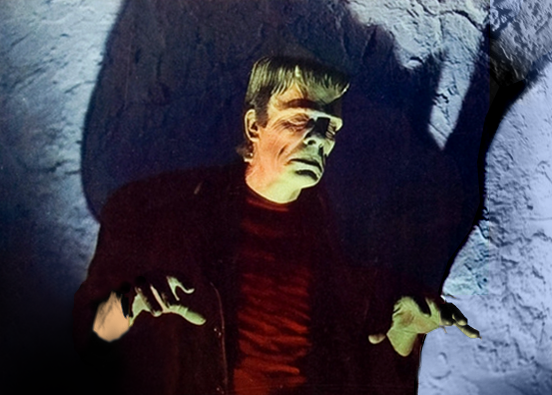
Гленн Стрейндж в роли Чудовища Франкенштейна в фильме «Дом Дракулы» (1945)

Как описать мои чувства при этом ужасном зрелище, как изобразить несчастного, созданного мною с таким неимоверным трудом? А между тем члены его были соразмерны и я подобрал для него красивые черты. Красивые — Боже великий! Жёлтая кожа слишком туго обтягивала его мускулы и жилы; волосы были чёрные, блестящие и длинные, а зубы белые как жемчуг; но тем страшнее был их контраст с водянистыми глазами, почти неотличимыми по цвету от глазниц, с сухой кожей и узкой прорезью чёрного рта. <…> На него невозможно было смотреть без содрогания. Никакая мумия, возвращенная к жизни, не могла быть ужаснее этого чудовища. Я видел своё творение неоконченным; оно и тогда было уродливо; но когда его суставы и мускулы пришли в движение, получилось нечто более страшное, чем все вымыслы Данте. <…> Над ним склонилось какое-то существо, которое не опишешь словами: гигантского роста, но уродливо непропорциональное и неуклюжее. Его лицо, склоненное над гробом, было скрыто прядями длинных волос; видна была лишь огромная рука, цветом и видом напоминавшая тело мумии.
Оригинальный текст (англ.)How can I describe my emotions at this catastrophe, or how delineate the wretch whom with such infinite pains and care I had endeavoured to form? His limbs were in proportion, and I had selected his features as beautiful. Beautiful! Great God! His yellow skin scarcely covered the work of muscles and arteries beneath; his hair was of a lustrous black, and flowing; his teeth of a pearly whiteness; but these luxuriances only formed a more horrid contrast with his watery eyes, that seemed almost of the same colour as the dun-white sockets in which they were set, his shrivelled complexion and straight black lips. <…> Oh! No mortal could support the horror of that countenance. A mummy again endued with animation could not be so hideous as that wretch. I had gazed on him while unfinished; he was ugly then, but when those muscles and joints were rendered capable of motion, it became a thing such as even Dante could not have conceived. <…> Over him hung a form which I cannot find words to describe--gigantic in stature, yet uncouth and distorted in its proportions. As he hung over the coffin, his face was concealed by long locks of ragged hair; but one vast hand was extended, in colour and apparent texture like that of a mummy.
— Перевод З. Александровой
Способ создания существа в романе не детализирован и довольно расплывчат, сам Франкенштейн уклоняется от любых пояснений во избежание повторения эксперимента. Упоминаются лишь некие химические приборы, неназванные материалы, а сам процесс описывается как вызывающий отвращение:

Я собирал кости в склепах; я кощунственной рукой вторгался в сокровеннейшие уголки человеческого тела. <…> Бойня и анатомический театр поставляли мне большую часть моих материалов; и я часто содрогался от отвращения, но, подгоняемый всё возрастающим нетерпением, всё же вёл работу к концу.
Оригинальный текст (англ.)I collected bones from charnel-houses and disturbed, with profane fingers, the tremendous secrets of the human frame. <…> The dissecting room and the slaughter-house furnished many of my materials; and often did my human nature turn with loathing from my occupation, whilst, still urged on by an eagerness which perpetually increased, I brought my work near to a conclusion.
— Перевод З. Александровой
Суть процесса состояла в оживлении безжизненной/мёртвой материи, но Франкенштейн также мечтал, что дальнейшее развитие его открытия приведёт к возможности «давать вторую жизнь телу, которое смерть уже обрекла на исчезновение». Возможно, эта мечта Франкенштейна, в романе не получившая никакого развития, и привела к дальнейшему использованию идеи об оживлении мёртвых тел в последующих произведениях, использовавших образы чудовища Франкенштейна. Поверхностно описанный в романе процесс создания «подруги» существа на уединённом острове, «население которого состояло из 5 человек» и куда невозможно было в одиночку доставить большие грузы, позволяет предположить, что монстр создавался из большей частью искусственных материалов.

## Чудовище Франкенштейна в культуре
Наиболее известный образ чудовища Франкенштейна был создан в фильмах режиссёра Джеймса Уэйла «Франкенштейн» (1931) и «Невеста Франкенштейна» (1935) актёром Борисом Карлоффом. Однако этот образ имеет сильные отличия от чудовища из романа. В романе чудовище не «сшито» из кусков человеческих тел, идея с молнией — тоже выдумка кинематографа. В книге вообще не упоминается, каким способом было собрано и оживлено создание Франкенштейна. Мэри Шелли тщательным образом обходит любые научные подробности создания чудовища под предлогом того, что Франкенштейн не вправе выдать эту тайну, дабы никто не смог повторить его ошибку. Исследователи творчества Шелли считают, что причиной этого была некомпетентность писательницы в научных и медицинских вопросах, однако исходя из упоминаемых в романе трудов известных ученых-алхимиков Корнелия Агриппы, Альберта Великого и Парацельса, которые с особым усердием и страстью изучал Франкенштейн, можно сделать вывод, что Шелли подразумевала не столько научный способ создания монстра, сколько алхимический (Парацельс считается автором наиболее известного «рецепта» получения гомункула), что в определённом смысле связывает образ Чудовища с другим легендарным искусственным созданием — големом. И самое явное различие между чудовищем из романа и чудовищем из фильма — в их мыслительных способностях. «Демон» Мэри Шелли как минимум не уступал в сообразительности обычному человеку: он научился бегло читать, связно разговаривать и независимо мыслить. Все его жестокости были не только осмысленными, но и этически оправданными. Более того, он сам собирается покарать себя, чтобы избавить мир. Чудовище же из фильма имеет интеллект пятилетнего ребёнка, разговаривает только простыми предложениями и совершает убийства неосознанно. Широкое распространение получил именно образ из фильма. Одним из немногих исключений стал фильм «Ван Хельсинг», где Чудовище является положительным персонажем и умственными данными больше напоминает персонажа книги.
В фильме «Виктор Франкенштейн» персонаж Чудовища предстаёт в новой форме: внешне напоминая вариант из фильмов с Борисом Карлоффом, этот монстр лишён сознания и совершает яростные убийства чисто инстинктивно, не осознавая происходящего, и поэтому быстро погибает. В фильме подробно рассказывается, как Франкенштейн и Игорь собирали Чудовище, почему он такого огромного роста и что стало для Виктора причиной его создать.
В сериале «Страшные сказки» показаны два создания Франкенштейна: глупое, как в фильме, и умное, но жестокое, как в книге, взявшее себе имя Калибан. По сюжету сериала, это два разных существа, созданных Франкенштейном в разное время.
В массовой культуре также часто встречается смешение образов Франкенштейна и созданного им чудовища, когда «Франкенштейном» ошибочно называют не создателя, а создание.

### Кинематограф
- 1910 — Франкенштейн (Чарльз Огл)
- 1915 — Жизнь без души
- 1931 — Франкенштейн (Борис Карлофф)
- 1935 — Невеста Франкенштейна (Борис Карлофф)
- 1939 — Сын Франкенштейна (Борис Карлофф)
- 1942 — Призрак Франкенштейна (Лон Чейни мл.)
- 1943 — Франкенштейн встречает Человека-Волка (Бела Лугоши)
- 1944 — Дом Франкенштейна (Гленн Стрэйндж)
- 1945 — Дом Дракулы (Гленн Стрэйндж)
- 1948 — Эббот и Костелло встречают Франкенштейна (Гленн Стрэйндж)
- 1952 — Франкенштейн, эпизод сериала «Сказки завтрашнего дня»[2]
- 1957 — Я был подростком-Франкенштейном
- 1957 — Проклятие Франкенштейна (Кристофер Ли)
- 1958 — Месть Франкенштейна
- 1958 — Дочь Франкенштейна
- 1958 — Франкенштейн-70
- 1964 — Зло Франкенштейна (Киви Кингстоун)
- 1965 — Франкенштейн встречает космического монстра
- 1966 — Джесси Джеймс встречает дочь Франкенштейна
- 1966 — Сон Франкенштейна
- 1967 — Франкенштейн создал женщину
- 1968 — Франкенштейн
- 1969 — Франкенштейн должен быть уничтожен (Фредди Джонс)
- 1970 — Ужас Франкенштейна (Дэвид Прауз)
- 1971 — Дочь Франкенштейна / La figlia di Frankenstein
- 1971 — Дракула против Франкенштейна (США)
- 1972 — Дракула против Франкенштейна (Франция-Испания). В роли Фернандо Бильбао.
- 1972 — Франкенштейн-80
- 1972 — Проклятие Франкенштейна. В роли Фернандо Бильбао.
- 1973 — Франкенштейн
- 1973 — Франкенштейн: правдивая история
- 1973 — Плоть для Франкенштейна (фильм, реж. Пол Морриси, студия Энди Уорхола, 1973)
- 1974 — Франкенштейн: история любви (телефильм, реж. Боб Тенолт, 1974)
- 1974 — Молодой Франкенштейн (Питер Бойл)
- 1974 — Франкенштейн и монстр из ада
- 1975 — Sevimli Frankenstein. Турецкий ремейк «Молодого Франкенштейна»
- 1977 — Виктор Франкенштейн
- 1981 — Остров Франкенштейна
- 1981 — Франкенштейн: ужасная легенда
- 1984 — Франкенштейн
- 1984 — Франкенвини
- 1984 — Франкенштейн-90 (Эдди Митчелл)
- 1985 — Невеста (Клэнси Браун)
- 1985 — Фраккия против Дракулы (Пуппо, Романо)
- 1987 — Франкенштейн
- 1987 — Плоть для Франкенштейна
- 1988 — Больница доктора Франкенштейна
- 1990 — Франкенштейн освобождённый (Ник Бримбл)
- 1990 — Франкенштейн Эдисона
- 1990 — Франкеншлюха
- 1990 — Малыш Франкенштейна
- 1992 — Франкенштейн (Рэнди Куэйд)
- 1992 — Франкенштейн
- 1994 — Франкенштейн Мэри Шелли (Роберт де Ниро)
- 1994 — Франкенштейн (режиссёр Бак Адамс)
- 1995 — Планета монстров Франкенштейна
- 1996 — Франкенштейн и я
- 1997 — Дом Франкенштейна
- 1998 — Возрождённый Франкенштейн
- 1998 — Влечение к Франкенштейну
- 1999 — Томми-оборотень
- 2000 — Возрождённые Франкенштейн и Человек-Волк
- 2003 — Франкенштейн: рождение монстра
- 2004 — Франкенштейн
- 2004 — Франкенштейн
- 2004 — Ван Хельсинг (фильм) (Шулер Хенсли)
- 2005 — Франкенштейн: возрождённое зло
- 2006 — Кровавый кошмар Франкенштейна
- 2007 — Франкенштейн
- 2012 — Жить с Франкенштейном / «Living with Frankenstein»
- 2013 — Влюблённый Франкенштейн / Frankenstein in Love
- 2014 — Страшные сказки сериал
- 2014 — Франкенштейн и вампир / Frankenstein and the Vampyre: A Dark and Stormy Night
- 2013 — Армия Франкенштейна
- 2014 — Я, Франкенштейн (Аарон Экхарт)
- 2014 — Страшные сказки (Рори Киннир)
- 2015 — Виктор Франкенштейн (Спенсер Уайлдинг)
- 2015 — «Хроники Франкенштейна» / «The Frankenstein Chronicles» (сериал).

### Художественная литература
- Брайан Олдисс. «Освобождённый Франкенштейн» («Frankenstein Unbound», 1973)[3]
- Теодор Рошак. «Воспоминания Элизабет Франкенштейн» («The Memoirs of Elizabeth Frankenstein», 1996)[4]
- Питер Акройд. «Журнал Виктора Франкенштейна» («The Casebook of Victor Frankenstein», 2009)[5]
- Дин Кунц. «Франкенштейн. Трилогия» («Dean Koontz’s Frankenstein, Book one, Prodigal Son» by Bantam Dell, a Division of Randall House Inc., New York 2005)
- Сьюзан Хейбур ОКиф «Чудовище Франкенштейна» (2011)

### Мультфильмы
- 1994 — Чудовищная сила (англ. Monster Force)
- 2009 — Франкенкротовина (англ. Mary Shelley’s Frankenhole)
- 2012 — Совершенный Человек-паук (22 серия, 2 сезон)
- 2012 — Франкенвини (англ. Frankenweenie)
- 2012 — Монстры на каникулах (англ. Hotel Transylvania; оригинальное название — «Отель Трансильвания»)
- 2014 — Скуби-Ду: Франкен монстр
- 2014 — Монстр Хай: Монстрические мутации (англ. Monster High)
- 2015 — Монстры на каникулах 2 (англ. Hotel Transylvania 2; оригинальное название — «Отель Трансильвания 2»)
- 2018 — Монстры на каникулах 3: Море зовет (англ. Hotel Transylvania 3; оригинальное название — «Отель Трансильвания 3»)
- 2021 — Монстры на каникулах 4: Трансформания (англ. Hotel Transylvania: Transformania; оригинальное название — «Отель Трансильвания: Трансформания»)
- 2024 — Монстры-коммандос (англ. Creature Commandos)

### Компьютерные игры и видеоигры
- Monsters in my pocket (Sega Genesis) — один из игровых персонажей, названный просто "монстр"
- Франкенштейн — Глазами Монстра
- Brawl Stars — Фрэнк (один из доступных для игры бойцов)
- World of Tanks Blitz — премиумный танк VII уровня Германии имеет название "Франкенштанк"
- Hill Climb Racing 2 — легендарный костюм Франкенштейна, получаемый акцией во время хеллоуина
- Street Racer — Фрэнк (один из доступных для игры гонщиков)

## Аналоги в других произведениях
- В романе-фэнтези Роджера Желязны и Роберта Шекли «Принеси мне голову прекрасного принца» для пробуждения спящей красавицы создаётся прекрасный принц, собранный подобно Чудовищу Франкенштейна, причём сама спящая красавица тоже создана по такому же принципу.
- В аниме — сериале Судьба/Апокриф монстр Франкенштейна предстаёт перед зрителем девушкой, имеющей класс Берсеркер.
- В фильме «Невеста реаниматора» одновременно обыгрывается как идея Чудовища Франкенштейна, так и идея Невесты Франкенштейна.
- Значительное влияние образ Чудовища Франкенштейна оказал на режиссёра Тима Бёртона, который многократно создавал вариации на эту тему. В его раннем короткометражном фильме «Франкенвини» мальчик по имени Виктор Франкенштейн оживляет свою погибшую собаку. Герой фильма «Эдвард Руки-ножницы» — искусственно созданное существо, которому его создатель не успел доделать руки. Один из персонажей мультфильма «Кошмар перед Рождеством» доктор Финкельштейн создаёт из фрагментов мёртвых тел девушку Салли — и т. д.
- Немного изменённый образ чудовища Франкенштейна присутствует в японских кайдзю-фильмах Франкенштейн против Барагона и Чудовища Франкенштейна: Санда против Гайры.
- Идея создания из неживого живое (Как монстра Франкенштейна) встречается в фильме «Ох уж эта наука!» и его ремейке-сериале «Чудеса науки». Это показывается в начале фильма и в самом первом эпизоде телесериала, где ребят вдохновил на создание женщины фильм «Невеста Франкенштейна», и заставка сериала начинается с отрывка из этого кинофильма. А в первой серии 4 сезона, главные герои и вовсе встречаются лично с доктором Франкенштейном и монстром.
- Одна из серий Mermaid Forest, называющаяся «Принцесса Священного Пепла», рассказывает историю маленькой девочки, единственной дочери некроманта, созданной подобно Чудовищу Франкенштейна.
- В манге и аниме «Soul Eater» действует персонаж Франкен Штайн, в образе которого смешаны черты Виктора Франкенштейна и его Монстра (в его кинематографическом воплощении): этот персонаж является великим, но сумасшедшим экспериментатором и учёным, постоянно проводящий эксперименты над своими знакомыми. У него необычная внешность (из-за экспериментов над собой) — он покрыт хирургическими шрамами, а в голове у него торчит болт, с помощью которого он контролирует своё безумие.
- В пятом эпизоде второго сезона сериала «Однажды в сказке» персонаж Виктор Вэйл (именуемый в своем мире Виктор Франкенштейн) отправляется в сказочный мир, чтобы добыть сердце, укреплённое волшебством. Впоследствии Виктор использует это сердце для оживления чудовища — существа, сшитого из останков его покойного брата.
- В одной из серии сериала «Сверхъестественное», один доктор не создаёт монстра, но открывает путь к бессмертию, используя части других людей. Выглядит он подобно этому монстру. В 10 сезоне появляется целая семья Франкештейнов, члены которой добавляют себе дополнительные органы и мышцы из других людей.
- В мультсериале «Ферма чудища» одним из главных героев является монстр Франкенсвин — помесь свиньи и Чудовища Франкенштейна. Его создатель — ученый по фамилии Харлофф, что является отсылкой к актёру Борису Карлоффу.
- В эпизоде «Treehouse of Horror XIV» мультсериала «Симпсоны» используется этот образ.
- В фильме «Солдатики» на 62 минуте использована стилистика создания монстра Франкенштейна.
- В фильме «Музей восковых фигур: затерянные во времени» 1992 года, герои, в одном из измерений встречают барона Франкенштейна и его монстра.
- В многосерийном короткометражном мультфильме «Monster High», одной из главных героинь является Фрэнки Штейн, дочь монстра.
- В книгах Терри Пратчетта серии «Плоский мир» фигурирует «клан Игорей» — людей, которые фактически собирают себя сами из частей умерших родственников. Любой Игорь с уверенностью может сказать, что у него папины руки, глаза деда, дядины ноги.
- В комиксах Marvel вампир-учёный Морбиус оживил убитого борца с преступностью Карателя — Фрэнка Кастла, превратив его в зомби по имени Франкенкастл, для защиты других монстров.
- Персонаж комиксов DC.
- В сериале Могучие рейнджеры (а именно в 25 и 26 сериях 1 сезона) монстр Франкенштейна служит одним из рядовых монстров злодейки Риты Репульсы.
- В сериале «За Гранью» в одном из эпизодов гениальный доктор, влюблённый в умершую балерину, тело которой было использовано в донорской программе, похищал её органы и части тела у реципиентов, чтобы, объединив их с её останками, получить возможность её воскрешения. Однако, воскресив её и заглянув в глаза, понимает, что то, что он создал — не человек.
- Абсурдная комедия ужасов Франкеншлюхен (Frankenhooker) (1990) пародирует историю доктора Франкенштейна. На этот раз женщину-монстра создают из частей мертвых проституток, и она потом на Таймс-сквер задает жару любителям поразвлечься.
- В многопользовательской игре World of Tanks Blitz с 15 по 30 октября 2015 года, на Хеллуинский марафон можно было получить уникальную машину — Франкенштанк. Отличается легендарной концепцией — собран из частей разных боевых машин (Корпус от Tiger (P), башня от КВ-4, орудие на выбор игрока — либо корабельное 130-мм Б-13, либо 105-мм Т5Е2). Является полностью выдумкой разработчиков игры, ничего общего с реальностью не имеет.
- Образ чудовища Франкенштейна использовался для создания Ларча, одного из главных персонажей за авторством Чарльза Аддамса - Семейки Аддамс.
- Существует также аналог данного персонажа в ранобэ "Несущий Шторм", которое является дополнением известного аниме и одноименной манги "Проза Бродячих Псов". В сюжете фигурирует, как робот-полицейский, мечтающий поймать мирового преступника Короля Убийц.

## Образ в современной популярной философии
- Марк Роулендс в книге «Философ на краю Вселенной» использует образ Чудовища Франкенштейна для иллюстрации положения философии экзистенциализма о «вброшенности» человека в мир, о том, что «вы вынуждены жить в обстоятельствах, которые не выбирали; с внешностью, от которой с удовольствием бы отказались; со способностями и пристрастиями, которые не в состоянии объяснить»[6].
- Нередко образ Чудовища используется в качестве метафоры, подразумевая нечто искусственное, противоестественное.